# Jay Street – MetroTech (métro de New York)
Jay Street – MetroTech est une station souterraine du métro de New York. Elle est située dans le quartier de Downtown à Brooklyn.

## Histoire
La station actuelle Jay Street – MetroTech est né de la consolidation de deux anciennes stations, Jay Street – Borough Hall et Lawrence Street – MetroTech. Bien qu'étant adjacentes, les deux stations sont restées séparées pendant plus de 77 ans, avant que la Metropolitan Transportation Authority ne décide de construire un passage dans le cadre de son 2005–2009 Capital Program. Les travaux ont également permis d'améliorer l'accessibilité de la station pour les personnes à mobilité réduite, tout en améliorant l'esthétique de la « mezzanine » supérieure (correspondant à l'espace intermédiaire situé entre le niveau d'accès à la station et celui des voies). Le complexe a été inauguré sous son nom actuel le 10 décembre 2010,.
Sur la base de la fréquentation, la station figurait au 26e rang sur 421 en 2012.

## Services aux voyageurs

### Desserte
Jay Street – MetroTech est desservie par les lignes (au sens de tronçons du réseau) de l'IND Fulton Street Line, la IND Culver Line et la BMT Fourth Avenue Line. Plusieurs services y circulent :
- la A et la F y circulent 24/7 ;
- la C et la R y circulent tout le temps sauf la nuit ;
- la N assure la desserte pendant la nuit (late nights).